# Оркахо-де-ла-Сьєрра-Аослос
Оркахо-де-ла-Сьєрра-Аослос (ісп. Horcajo de la Sierra-Aoslos) — муніципалітет в Іспанії, у складі автономної спільноти Мадрид. Населення — 171 особа (2010).
Муніципалітет розташований на відстані близько 75 км на північ від Мадрида.
На території муніципалітету розташовані такі населені пункти: (дані про населення за 2010 рік)
- Оркахо-де-ла-Сьєрра: 103 особи
- Аослос: 61 особа
- Лос-Серкадос-Ель-Ломо: 7 осіб

## Демографія
Динаміка населення (INE ):

## Галерея зображень

Розташування муніципалітету у автономній спільноті Мадрид